# ماركوس زوكر
ماركوس زوكر (بالإسبانية: Marcos Zucker) هو ممثل أرجنتيني، ولد في 15 فبراير 1921 في بوينس آيرس في الأرجنتين، وتوفي بنفس المكان في 13 مايو 2003.

## وصلات خارجية
- ماركوس زوكر على موقع IMDb (الإنجليزية)
- ماركوس زوكر على موقع قاعدة بيانات الفيلم (الإنجليزية)